# Депортация на чеченци и ингуши
Депортацията на чеченци и ингуши, известна като операция „Леща“ („Чечевица“) е насилственото депортиране в Централна Азия на чеченците и ингушите от територията на тяхната Чечено-Ингушка автономна съветска социалистическа република в периода от 23 февруари 1944 г. до 9 март 1944 г.

## Причини
През Втората световна война около 40 000 чеченци и ингуши (50 от които наградени с най-високото съветско звание „Герой на Съветския съюз“) участвали във войната на страната на Червената армия. Въпреки това, по-късно Съветското правителство ги обвинява в сътрудничество с нацистките нашественици, които по това време контролират западните части на Чечено-Ингушетия в продължение на няколко месеца в периода 1942 – 1943 г.
От 22 юни 1941 година до 23 февруари 1944 (началото на депортацията на чеченци и ингуши в Казахстан) са убити 3087 участници в банди, арестувани са 1715 души, конфискувани са повече от 18 000 огнестрелни оръжия. По други данни от началото на войната до януари 1944 г. в републиката са били ликвидирани 55 банди, убити са 973 от техните участници, арестувани са 1901 души. По отчет на НКВД, на територията на Чечено-Ингушетия са съществували 150 – 200 банди с обща численост от 2 – 3 хиляди души (около 0,5% от населението).
При това положение, много чеченци и ингуши доблестно са се сражавали в състава на РККА, 2300 чеченци и ингуши са починали на фронта. В героичната отбрана на Брестката крепост са участвали около 250 – 400 доброволци от Чечено-Ингушетия (известно е за смъртта на 4 от тях, другите са се предали в плен или са избягали), и по-точно 255-и чеченско-ингушетски полк, и отделна кавалерийска дивизия. Един от последните защитници на Брестката крепост е бил Мохамед Узуев, но чак през 1996 г. посмъртно му е било дадено званието „Герой на Руската федерация“. В отбраната е воювал и брата на Мохамед – Виса Узуев. Последният защитник на Брестката крепост – ингушът Умат-Гирей Артаганович Барханоев

## Операция „Леща“
Наименование
Понастоящем болшинството изследователи нямат единно мнение на какво е била наименувана операцията. По мнението на някои голяма роля е изиграло съзвучието с първите букви на депортираните чеченци.
Ход на събитията
31 януари 1944 година е прието постановлението на ГКО СССР № 5073 за изпразването на Чечено-Ингушка АССР и депортацията на нейното население в Средна Азия и Казахстан заради „подражателство на фашистките окупанти“. ЧИАССР е опразнена, като от нейния състава са дадени 4 района на Дагестанската АССР, на Северноосетинската АССР – 1 район, а на останалата територия е основана Грозненската област.
29 януари 1944 г. главата на отдела на вътрешните работи на СССР, Лаврентий Берий, утвърждава „инструкции за порадъчното провеждане на изселването на чеченци и ингуши“, а 31 януари излиза постановлението на Държавния Комитет на Отбраната (ГКО) за депортацията. На 20 февруари, заедно с И.А. Серов, Б.З. Кобулов и С.С. Мамулов, Берий пристига в Грозни и лично ръководи операцията къде точно е била прехвърлена армия от 100 хил. души, включително 18 хил. офицери и около 19 хил. оперативни работници на НКВД, НКГБ и „СМЕРШ“. На 21 февруари той издава указ от НКВД за депортацията на чеченци и ингуши. На следващия ден той се срещнал с ръководството на републиката и висшите духовни лидери, предупредил ги за операцията и им предложил да проведат необходимата работа след населението. За това Берий е докладвал директно на Сталин.
Било е докладвано на председателят на СНК на Чечено-Ингушетска АССР, Молаев, за решението на правителството за изселването, и за мотивите, които са били в основата на това решение.
| „ | След моето решение, Молаев се насълзи, но се стегна и обеща да изпълни всички заръки, които ще му бъдат дадени относно изселването. След това в Грозни бяха отбелязани и извикани 9 ръководителни работника от чеченски и ингушки произход, на които е било обявено за хода на изселването и причините за това. ... 40 републикански партийни и съветски работници от чеченците и ингушите ни бяха предоставени за 24 района със задачата да подберат от местния актив на всеки населен пункт по 2 – 3 души за агитация. Била е проведена беседа с най-влиятелните висши духовници в Чечено-Ингушетия, Б.Арсанов, А.-Г. Яндаров и А.Гайсумов, като са били призовавани да оказват помощ чрез моли [мюсюлманския вид свещеник] и други местни авторитети. Депортацията и отправянето на ешелони в назначените пунктове е започнала на 23 февруари 1944 г. в 02:00 местно време и е завършила на 9 март същата година. Операцията е започнала под кодовото име „Пантера“, което е било предадено по радиото. Операцията била съпроводена с немногочислени опити за бягство в планините или чрез неподчинение от страна на местното население. Съобщавало се е също за „безобразни факти на нарушение на революционните законности, самостоятелно разстрелване на останалите след преселването чеченски старици, болни и сакати., които не са могли да следват. | “ |

Според документи в преселване са били убити 3 души, включително 8-годишно момче, в други – „5 старици“, в трети – „по неуточнени данни“ „около 60 души болни и сакати“. Също така има и непотвърдени данни за погребването на около 700 живи хора в Хайбак в Галачижкия район.
Били са изпратени 180 ешелона с общо количество 493 269 души. По време на преселването на се родили 56 деца, умрели са 1272 души. В лечебни учреждения са изпратени 285 души. Последен е бил изпратен ешелон с пасажерски вагони с бивши ръководителски работници и религиозни лидери на Чечено-Ингушетия, които са били използвани по време на операцията.
По официални данни, по време на операцията са били убити 780 души, арестувани са 2016 „анти-съветски елементи“, конфискувани са 20 хил. единици огнестрелно оръжие, които включват 4868 пушки, 479 минохвъргачки и автомати. Да се скрият в планините са успели 6544 души.

### Условия
Според официалните съветски фигури на Чечено-Ингушката АССР са насилствено изгонени повече от 496 000 души – казахски ССР – 411 000 души (85 000 семейства) и Киргизката ССР – 85 500 души (20 000 семейства). Според други, броят на депортирани е повече от 650 хиляди души. Въпреки че властите осигуряват медицинска и хуманитарна помощ на депортираните, едва за няколко седмици загинали около 1200 души поради измръзване, болест или физическа слабост по време на депортирането им.
На 20 март 1994 г. въпреки предварителните указания на местното управление за предоставяне на покрив, храна и помощ на пристигналите 491 748 депортирани, местното население не предприема почти никакви действия и много от новодошлите останали без храна и покрив. По този начин, от 1959 г., броят на чеченците, в сравнение с 1944, е намалял до 256 хил. души; Ингушите – с около 50 000.
Чеченци и ингуши са били депортирани не само от тяхната историческа родина, но и от всички други градове и райони, които са били в армията демобилизирани, а също и в изгнание.
12 години след преселването, през 1956 г. чеченци и ингуши наброяват 315 000; в Киргизстан те са около 80 000. След смъртта на Сталин, ограниченията за придвижване падат, но въпреки това ограничението за завръщане в родината остава. През пролетта на 1957 г. след възстановяването на Чечено-Ингушетия АССР отново насилствено депортирани обратно са около 140 000 души. В същото време ограниченията им били сведено до там, че трябва да обитават определени области.

### Последствия
Непосредственият резултат от преселването на чеченците и ингушите се изразявал в значително намаляване на числеността на депортираните народи още в първите години на изгнание.
Освен че адаптацията в районите на изгнание е представлявала тежък процес, загубите сред чеченците и ингушите допълнителното се увеличили поради 2 фактора: от една страна, трудностите на военновременния живот, на второ място, фактът, че по-голямата част от чеченците и ингушите в своята родина са били ангажирани в селското стопанство, относителния дял на квалифицираните специалисти /експерти/, от които би могло да има нужда в местата на изгнание, е бил малък (по данни към март 1949 г., 63,5% от възрастното население чеченци и ингуши депортирани са неграмотни, срещу 11,1% от германците).
Ако преселниците не си намирали работа в селското стопанство, шансовете им за оцеляване в изгнание не били големи.
Данни за раждаемостта и смъртността сред чечено-ингушкия контингент отсъстват, но са известни данни общо за депортираните народи от Северен Кавказ (чеченци, ингуши, карачаевци, балкари).
| Година | Раждаемост | Смъртност | Прираст (загуба) |
| ------ | ---------- | --------- | ---------------- |
| 1945   | 2230       | 44 652    | −42 422          |
| 1946   | 4971       | 15 634    | −10 663          |
| 1947   | 7204       | 10 849    | −3645            |
| 1948   | 10 348     | 15 182    | −4834            |
| 1949   | 13 831     | 10 252    | +3579            |
| 1950   | 14 973     | 8334      | +6639            |

Като се има предвид, че при пристигане в местата за изгнание чеченците и ингушите представлявали 81,6% от депортирания северно кавказки контингент, общата смъртност сред тези народи може да се оцени на около 120 хиляди души. Като се изключат случаите на „естествена“ смърт, загубата в резултат на депортирането, очевидно може да се оцени на около 90 – 100 хиляди души. Това възлиза на около 20% от първоначалния брой депортирани.
От 1939 до 1959 г. броят на чеченците в СССР е нараснал с едва 2,6% (от 407 968 до 418 756 души), числеността на ингушите – с 15,0% (от 92 120 до 105 980 души). Основният фактор за този толкова нисък растеж представлявали тежките загуби в периода на изгнание. Но през втората половина на XX век, благодарение на традиционно висока раждаемост чеченците и ингушите са успели да преодолеят последиците от тази демографска катастрофа. От 1959 до 1989 г. броят на чеченците се увеличил 2,3 пъти, а на ингушите – 2,2 пъти.
Към 1 януари 1945 г. в местата за изгнание се наброявали 440 544 чеченци и ингуши, в началото на 1949 броят им се е намалил до 365 173 души. От 1949 г. процесът на адаптиране към живота в местата на изгнание до голяма степен е завършен, раждаемостта е започнала да превишила смъртността в резултат на което започва да се увеличава и броя на контингента от изселници. В началото на 1953 г. са регистрирани в специалните комендатури 316 717 чеченци и 83518 ингуши. Разпределението им по онова време по регионите на СССР е бил, както следва:
| Регион                       | Чеченци | Ингуши | Всичко  |
| ---------------------------- | ------- | ------ | ------- |
| Казахска ССР                 | 244 674 | 80 844 | 325 518 |
| област Караганда             | 38 699  | 5226   | 43 925  |
| Акмолинска област            | 16 511  | 21 550 | 38 061  |
| Костанайска област           | 15 273  | 17 048 | 32 321  |
| Павлодарска област           | 11 631  | 12 281 | 23 912  |
| Източноказахстанска област   | 23 060  | 3      | 23 063  |
| Алматинска област            | 21 138  | 1822   | 22 960  |
| Талдъкорган                  | 21 043  | 465    | 21 508  |
| Жамбълска област             | 20 035  | 847    | 20 882  |
| Кокчетавская област          | 5779    | 14 902 | 20 681  |
| област Семипалатинск         | 19 495  | 58     | 19 553  |
| Североказахстанска област    | 12 030  | 5221   | 17 251  |
| Южноказахстанска област      | 14 782  | 1187   | 15 969  |
| Къзълординска област         | 13 557  | 74     | 13 631  |
| Актобенска област            | 10 394  | -      | 10 394  |
| Атърауска област             | 1244    | 159    | 1403    |
| Западноказахстанска област   | 3       | 1      | 4       |
| Киргизка ССР                 | 71 238  | 2334   | 73572   |
| Чуйска област                | 31 713  | 1974   | 33 687  |
| Ошка област                  | 21 919  | 294    | 22 213  |
| Джалалабадска област         | 13 730  | 39     | 13 769  |
| Таласка област               | 3874    | 13     | 3887    |
| Тяншанска област             | 1       | 1      | 2       |
| Таджикска ССР и Узбекска ССР | 249     | 182    | 431     |
| Руска СФСР                   | 535     | 142    | 677     |

### Оценка
От доклада "Относно положението в районите на Чеченската-Ингушка автономна съветска социалистическа република. В републиката има 2288 населените места. Населението по време на войната е намаляло с 25 886 души и наброява 705 814 души. Чеченците и ингушите в цялата република са около 450 000 души. В републиката има 38 секти, наброяващи над 20 хиляди души. Те провеждат активна антисъветска дейност, укриват бандити, немски парашутисти.
С приближаването на фронтовата линия през август-септември 1942 г. 80 членове на КПСС (б) са напуснали работа и са забегнали, включително 16 ръководители на окръжните комитети на КПСС (б), 8 ръководещи служители в районните изпълнителните комитети и 14 председатели на колективни стопанства.
Антисъветски лидери, във връзка с германски парашутисти, по нареждане на германската разузнавателна служба организирали през октомври 1942 въоръжени действия в Шатоевския, Чеберлоевския, Итум-Калинския, Веденския и Галанчожкия район.
Отношението на чеченците и ингушите към съветската власт се изразява в дезертьорство и неявяване при призоваването в редовете на Червената армия.
При първата мобилизация през август 1941 г. от 8000 души, подлежащи на мобилизация, дезертирали 719 души. През октомври 1941 г. от 4733 души, 362 избягали от мобилизация.
През януари 1942 г. при окомплектоване на националните дивизии успяват да мобилизират едва 50 процента от личния състав.
През март 1942 г. от 14576 души са дезертирали и не са се явили на служба 13560 души, които минали в нелегалност в планините като се присъединили към бандите там.
През 1943 г. от 3000 доброволци дезертирали 1870 души.
Група чеченци, ръководена от Алаутдина Хамчиева и Абдурахман Белтоев, укрива парашутния десант на офицера от германското разузнаване Ланге и го прехвърля през фронтовата линия. Престъпниците са били наградени с рицарски ордени са прехвърлени ЧИ АССР за организиране на въоръжено нападение.
По данни на НКВД и Народния комисариат за държавна сигурност (НКГБ) на ЧИ АССР оперативно регистрирани са били 8535 души, включително 27 немски парашутисти; 457 души, заподозрени във връзки с германското разузнаване, 1410 членове на фашистките организации; 619 молли и активни сектанти; 2126 дезертьори.
За периода септември-октомври 1943 г. са установени и ликвидирани 243 души. Към 1 ноември в републиката действат 35 бандитски групи с обща численост 245 души и 43 самостоятелни бандита.
Повече от 4000 души – участници във въоръжени действия през 1941 – 1942 г. са прекратили своята активна дейност, но не са предали оръжията – пистолети, картечници, автоматични пушки, като ги укриват с цел участие в нови въоръжени действия, които са насрочени към втората германска офанзива в Кавказ.